# Ångelstjärnarna
Ångelstjärnarna är en sjö i Åre kommun i Jämtland och ingår i Indalsälvens huvudavrinningsområde. Sjön har en area på 0,0614 kvadratkilometer och ligger 738,3 meter över havet.

## Delavrinningsområde
Ångelstjärnarna ingår i det delavrinningsområde (709755-136508) som SMHI kallar för Mynnar i Flesån. Medelhöjden är 795 meter över havet och ytan är 6,18 kvadratkilometer. Det finns inga avrinningsområden uppströms utan avrinningsområdet är högsta punkten. Vattendraget som avvattnar avrinningsområdet har biflödesordning 3, vilket innebär att vattnet flödar genom totalt 3 vattendrag innan det når havet efter 384 kilometer. Avrinningsområdet består mestadels av kalfjäll (98 procent). Avrinningsområdet har 0,06 kvadratkilometer vattenytor vilket ger det en sjöprocent på 1 procent.